# Батији ан Пизеј
Батији ан Пизеј (фр. Batilly-en-Puisaye) насеље је и општина у централној Француској у региону Центар (регион), у департману Лоаре која припада префектури Монтаржи.
По подацима из 2004. године у општини је живело 103 становника, а густина насељености је износила 5.9 становника/km². Општина се простире на површини од 17,35 km². Налази се на средњој надморској висини од 200 метара (максималној 211 m, а минималној 155 m).

## Демографија
| 1962. | 1968. | 1975. | 1982. | 1990. | 2011. |
| ----- | ----- | ----- | ----- | ----- | ----- |
| 185   | 164   | 123   | 122   | 95    | 112   |

График промене броја становника у току последњих година